# Кодировки спутникового телевидения
Кодировки спутникового телевидения — алгоритмы кодирования сигнала, идущего с телевизионных спутников, расположенных на геостационарной орбите, на принимающую антенну.
Основная цель использования кодировок — создание возможности сбора со зрителей денег за просмотр кодированных каналов, выпуская карты доступа под эту кодировку. При этом ресивер потребителя должен иметь возможность работать с этой кодировкой либо напрямую, т.e. иметь слот (картоприёмник) для непосредственной в него установки карты доступа, либо CI-слот для установки CAM-модуля с уже установленной в этот модуль картой доступа.

## Список кодировок спутникового телевидения с кратким описанием
- Viaccess — очень защищенная (в последних версиях) от взлома кодировка. Разработана во Франции. Используется в России компанией «НТВ-Плюс», в Европе (например, на спутниках Hotbird в ней закодировано множество каналов). Ранние версии этой кодировки (Viaccess 1, 2.3, 2.4) взломаны. На состояние 2010 года активно используются новые версии 3.0, 4.0, 5.0, и 6.0 этой кодировки. Также существует модификация этой кодировки — TPS-Crypt, которая используется французскими спутниковыми каналами TPS (с 2007 года принадлежащими группе Canal+).
- Mediaguard (также известная как Seca). Первая версия взломана, вторая — взломана частично. Используется редко из-за своей подверженности взлому, в основном вторая версия этой кодировки (Mediaguard 2).
- DRECrypt — наиболее распространенная в России кодировка, используемая оператором Триколор ТВ, а также у ряда кабельных и эфирных операторов. Начиная с 3-й верcии, устойчива к любым видам взломов. На данный момент существует уже 5-я версия системы. Разработана в России компанией "Цифра".
- Codicrypt — в кодировке CodiCrypt закрыты пакеты радиоканалов. Их можно слушать, только имея официальный модуль доступа. Раздаются эти модули кабельным операторам, для которых и предназначена эта трансляция.
- PowerVu — кодировка, разработанная в США, применяется американскими военными. С её использованием идёт вещание почти всех каналов American Forces Network. Очень взломоустойчива. Для приема программ необходим специальный, достаточно дорогой ресивер.
- Videoguard — кодировка, используемая в большинстве каналов компании Sky и Viasat. Используется казахстанской системой «OTAU TV» и российской Радуга-ТВ. Карточки, предназначенные для просмотра каналов в этой кодировке, «привязываются» к ресиверу (т.e. в других ресиверах, отличных от того, на котором карточка была активирована, работать она не будет). Очень взломоустойчива.
- BISS — простая кодировка. Каналы в ней можно открыть при помощи ресивера со встроенным эмулятором кодировок. Длина ключей равна шестнадцати цифрам шестнадцатеричной системы счисления.
- Roscrypt-M — кодировка, разработанная в соответствии с российским стандартом ГОСТ 28147-89. Используется для части каналов на спутнике Экспресс АМ1. Позволяет осуществить защиту компонент транспортного потока, кодированных в соответствии со стандартами MPEG-2, MPEG-4 AVC/H.264 при обычном (SD) и высоком (HD) разрешениях. Система условного доступа «Роскрипт-М» совместима со стандартами вещания DVB-S, DVB-C, DVB-T. Очень взломоустойчива.
- Irdeto — частично взломанная кодировка. Вторая версия этой кодировки (Irdeto 2) используется, например, компанией «Орион Экспресс» на спутнике Экспресс АМ3 и на спутнике Intelsat 15 под маркой «Континент ТВ», компанией Спутниковое МТС ТВ и на спутнике ABS-2 75 и так же использовался российским провайдером Радуга-ТВ.
- Conax — в России используется провайдерами «Rikor.SmartTV» и «Телекарта ТВ».
- Verimatrix — в России используется провайдером «Спутниковое МТС ТВ».
- Cryptoworks — Использовалась компанией Arqiva на спутнике Astra 4A (4.9E) и в основном на спутнике Hotbird 13E. На сегодняшний день используется редко, но некоторые провайдеры еще используют данную кодировку или ее разновидность.
- Betacrypt — разновидность Irdeto, взломана.
- Nagravision — использовалась частично европейскими провайдерами спутникового ТВ, равно как и Dish Network USA. В настоящий момент взломана. Существует Nagravision 2, взломана частично.
- Dreamcrypt — используется некоторыми провайдерами «каналов для взрослых» с Hotbird, просмотр возможен при наличии специального CAM-модуля.
- EXSET — Используется на 26 каналах украинским провайдером "Лыбидь-ТВ", родственна старым версиям DRE-Crypt.
- ADEC (также известная как DRECrypt 3)  — версия кодировки, в которой осуществлена привязка карты к модулю или ресиверу с помощью дополнительного ключа шифрования.[1] В настоящее время используется на большинстве каналов «Триколор ТВ» и примерно на половине каналов "Лыбидь-ТВ". Работа через эмуляторы кодировок на данный момент полностью отсутствует.
- SkyPilot
- Omnicrypt
- Neotion SHL
- Bulcrypt

## Надёжность и методы обхода кодировок
Ряд кодировок не устоял перед натиском хакеров и был взломан (Viaccess версии ниже 2.6, BISS и др.). Каналы в таких кодировках можно открыть с помощью пиратской карты доступа, или совсем не имея карты, за счет пиратского ПО в ресивере (точнее за счет эмуляции ПО ресивера отсутствующих карты или CAM-модуля). Существует и другой способ нелегального просмотра коммерческого телевидения: кардшаринг. Работает он за счет раздачи ключей с одной (или нескольких) лицензионной карты условного доступа на множество ресиверов через сеть Интернет или иным способом.